# Aleuromarginatus kallarensis
Aleuromarginatus kallarensis là một loài côn trùng cánh nửa trong họ Aleyrodidae, phân họ Aleyrodinae.
Aleuromarginatus kallarensis được David & Subramaniam miêu tả khoa học đầu tiên năm 1976.